# أحمد بن زين الحبشي
أحمد بن زين الحبشي (1069 - 1144 هـ) إمام وفقيه وعالم في الشريعة الإسلامية ومن كبار المصلحين الاجتماعيين في حضرموت. كانت له زعامة علمية ومشيخة صوفية وكثير من التلاميذ والمريدين. ألّف مصنفات عدة منها «الرسالة الجامعة والتذكرة النافعة» التي يقرؤها كل مبتدئ في طلب العلم، وله أيضًا العديد من الأعمال الخيرية من بناء المساجد وإقامة دروس العلم. وتقام لضريحه زيارة شهرية وكذا أسبوعية إلى اليوم في قبته بحوطة أحمد بن زين.
وأكبر مرجع لترجمته كتاب «قرة العين وجلاء الرين بذكر شيء من مناقب الحبيب أحمد بن زين»، صنفه في ترجمته وسيرته تلميذه محمد بن زين بن سميط في مجلد.

## نسبه
أحمد بن زين بن علوي بن أحمد صاحب الشعب بن محمد بن علوي بن أبي بكر الحبشي بن علي بن أحمد بن محمد أسد الله بن حسن الترابي بن علي بن الفقيه المقدم محمد بن علي بن محمد صاحب مرباط بن علي خالع قسم بن علوي بن محمد بن علوي بن عبيد الله بن أحمد المهاجر بن عيسى بن محمد النقيب بن علي العريضي بن جعفر الصادق بن محمد الباقر بن علي زين العابدين بن الحسين السبط بن علي بن أبي طالب، وعلي زوج فاطمة بنت محمد ﷺ.
فهو الحفيد 28 لرسول الله محمد ﷺ في سلسلة نسبه.

## مولده ونشأته
ولد أوائل عام 1069 هـ بمدينة الغرفة في حضرموت، وأمه هي فاطمة بنت علي بن عقيل باهارون جمل الليل. نشأ وتدرج في بيئة علمية صالحة، وحفظ القرآن الكريم، وجد في طلب العلوم فكان كثير التنقل مشيًا على الأقدام إلى مدن شبام وتريس وسيئون وتريم في سبيل العلم، ولم يكن عنده من الزاد إلا التمر فكان يتردد على العلماء ويحضر مدارسهم ويلتقط من علومهم.

## شيوخه
ومشايخه كثر منهم:
| - والده زين بن علوي الحبشي - عمه عيدروس بن علوي الحبشي - عبد الله بن أحمد بلفقيه - عبد الله بن علوي الحداد | - أحمد بن عمر الهندوان - عيسى بن محمد الحبشي - أحمد بن هاشم الحبشي - محمد بن عبد الرحمن العيدروس | - عبد الله بن عمر بلفقيه - عبد الله بن أبي بكر الخطيب - محمد بن أحمد باجبير - عبد الرحيم بن محمد باكثير | - محمد بن عبد الله باجمال - أحمد بن عبد الله باشراحيل |

## تلاميذه الحبيب علي بن عبدالله السقاف
انتفع به الكثير من الطلاب، فبعد وفاة شيخه عبد الله بن علوي الحداد تحمل أعباء المشيخة من بعده، فممن أخذ عنه:
| - محمد بن زين بن سميط - عمر بن زين بن سميط - عمر بن عبد الرحمن البار | - علي بن حسن العطاس - أبو بكر بن حسن العطاس - أحمد بن علي العطاس | - حمزة بن حسين العطاس - شيخ بن عبد الله الحبشي - سقاف بن محمد السقاف | - يوسف بن عابد الحسني - حسين بن أبي بكر بانافع - عبد الله بن عثمان العمودي |

## أعماله
كان له اعتناء ببيوت الله شغوفًا بعمارة المساجد حتى قال له شيخه الحداد مرة: "أنت أبو المساجد"، فقد بنى وجدد سبعة عشر مسجداً في البلدان المجاورة له، وهي كالتالي:
| - مسجد الرشد وهو المنسوب لجده أحمد صاحب الشعب والمعروف الآن بـ(جامع الحوطة) - (مسجد البهاء) في الحوطة - (مسجد النور) بمنطقة بامعدان في الناحية الجنوبية من الحوطة - (مسجد معروف باجمال) الكائن خارج شبام - (مسجد ابن أحمد) الكائن بطرف شبام الغربي - (مسجد النور) بخمور قريب من شبام من جهة المغرب والجنوب - مسجد في جعيمة - مسجد في نعام القرية الكائنة غرب جعيمة | - مسجد في العرض الكائن غرب نعام - مسجد في جوجة الكائنة غرب العرض - مسجد في الخرابة من قرى بلدة حذية المعروفة بأعلى وادي حضرموت - (مسجد باعلوي) في الغرفة - (مسجد الروضة) في الغرفة - مسجد بالشعب المعروف بشحوح بين بلدة تريس وسيئون - مسجد بالمكان المسمى الجوادة من أعمال وادي سر - مسجد ببلدة القارة المعروفة الآن بقارة آل عبد العزيز وهو مشهور عندهم بـ(مسجد أحمد) - وله مسجد ملصق بجانب مسجد شيخه الحبيب عبد الله الحداد بجانبه النجدي غرب سيئون |

## مؤلفاته
له تآليف كثيرة منها:
| - «سفينة العلوم» أو «السفينة الجامعة الكبرى» - «شرح العينية» - «الموارد الروية الهنية في شرح الأبيات المنظومة في الوصية» - «سبيل الرشد والهداية في وصية أهل البداية» - «الرسالة الجامعة والتذكرة النافعة» - «الجذبات الشوقية إلى المقاعد الصدقية» - «النفائس العلوية في المسائل الصوفية» - «الروض الناظر شرح قصيدة الحمد لله الشهيد الحاضر» - «المقاصد الصالحة في شرح شيء من علوم الفاتحة» | - «ترياق القلوب والأسرار في شرح شيء من علوم سيد الاستغفار» - «القول الرائق في شرح حكمة الإمام جعفر الصادق» - «المسلك السوي مختصر المشرع الروي» - «فتح الحي القيوم في الإشارة في شرح شيء من شراب القوم» - «الإشارة الصوفية إلى الأطوار السبعة الإنسانية» - «تبصرة الولي بطريق السادة آل أبي علوي» - «حزب الأسبوع من الصلاة على النبي» - «خطب رمضانية» - «الجنا الطيب الكثير من ثمار الجامع الصغير من كلام البشير النذير» |

## ذريته
تزوج في حياة والده بفاطمة بنت عمه عيدروس فأنجبت له علوية ورقية، وتوفيت وهي في عقده، ثم تزوج بعدها بأختها شيخة بنت عيدروس فأنجبت له أولادًا وهم: جعفر، وعمر، ومحمد، وعبد الله، وعلي، وسلمى، وخديجة، وبهيجة، وكلهم ماتوا قبل أمهم ما عدا جعفر وسلمى فقد طالت بهم الحياة بعد ذلك، وكانت وفاة أمهم شيخة بعد وفاته بشهر. وتزوج أيضًا بأم أولاده علوي، وأبو بكر، ومحمد، والحسن، وهي عائشة بنت راشد باشراحيل.

## وفاته
وفي خلع راشد التي سميت فيما بعد بحوطة أحمد بن زين حرمةً له توفي في التاسع عشر من شهر شعبان عام 1144 هـ عصر يوم الجمعة وعمره 75 عام، وبنيت على ضريحه قبة تحتشد بالزائرين أيام الحضرات الشهرية والزيارات السنوية.

### استشهادات
1. ↑  المشهور، عبد الرحمن بن محمد (1984). شمس الظهيرة (PDF). جدة، السعودية: عالم المعرفة. ج. الثاني. ص. 471. مؤرشف من الأصل (PDF) في 2020-05-01.
2. ↑  كامل سلمان الجبوري (2003). معجم الأدباء من العصر الجاهلي حتى سنة 2002م. بيروت: دار الكتب العلمية. ج. 1. ص. 152. ISBN:978-2-7451-3694-7. LCCN:2003489875. OCLC:54614801. OL:21012293M. QID:Q111309344.
3. ↑  القضماني، محمد ياسر (2014). السادة آل باعلوي وغيض من فيض أقوالهم الشريفة وأحوالهم المنيفة. دمشق، سوريا: دار نور الصباح. ص. 123.
4. ↑  السقاف، عبد الله بن محمد (1937). تاريخ الشعراء الحضرميين. القاهرة، مصر: مطبعة العلوم. ج. الثاني. ص. 58.
5. ↑  الحبشي، عيدروس بن عمر (2009). عقد اليواقيت الجوهرية وسمط العين الذهبية بذكر طريق السادات العلوية. تريم، اليمن: دار العلم والدعوة. ج. الثاني. ص. 838.
6. ↑  السقاف، عبد الرحمن بن عبيد الله (2005). إدام القوت في ذكر بلدان حضرموت. بيروت، لبنان: دار المنهاج. ص. 578.

## روابط خارجية
- كتاب الرسالة الجامعة والتذكرة النافعة - دار المنهاج للنشر والتوزيع.
- أوراد أحمد بن زين بن علوي الحبشي [مخطوط رقمي] - جامعة أم القرى.